# Europeiska inomhusmästerskapen i friidrott 2023 – Damernas femkamp
Damernas femkamp vid europeiska inomhusmästerskapen i friidrott 2023 avgjordes den 3 mars 2023 på Ataköy Athletics Arena i Istanbul i Turkiet.

## Medaljörer
| Guld                     | Silver               | Brons              |
| Nafissatou Thiam Belgien | Adrianna Sułek Polen | Noor Vidts Belgien |

## Rekord
| Innan tävlingens start fanns följande rekord | Innan tävlingens start fanns följande rekord | Innan tävlingens start fanns följande rekord | Innan tävlingens start fanns följande rekord | Innan tävlingens start fanns följande rekord |
| -------------------------------------------- | -------------------------------------------- | -------------------------------------------- | -------------------------------------------- | -------------------------------------------- |
| Världsrekord                                 | Natalja Dobrynska (UKR)                      | 5 013                                        | Istanbul, Turkiet                            | 9 mars 2012                                  |
| Europeiskt rekord                            | Natalja Dobrynska (UKR)                      | 5 013                                        | Istanbul, Turkiet                            | 9 mars 2012                                  |
| Mästerskapsrekord                            | Katarina Johnson-Thompson (GBR)              | 5 000                                        | Prag, Tjeckien                               | 6 mars 2015                                  |
| Världsårsbästa                               | Anna Hall (USA)                              | 5 004                                        | Albuquerque, USA                             | 16 februari 2023                             |
| Europaårsbästa                               | Adrianna Sułek (POL)                         | 4 860                                        | Toruń, Polen                                 | 18 februari 2023                             |

## Program
Alla tider är lokal tid (UTC+03:00).
| Datum       | Tid   | Gren          |
| ----------- | ----- | ------------- |
| 3 mars 2023 | 09:00 | 60 meter häck |
| 3 mars 2023 | 09:45 | Höjdhopp      |
| 3 mars 2023 | 12:30 | Kulstötning   |
| 3 mars 2023 | 19:10 | Längdhopp     |
| 3 mars 2023 | 21:05 | 800 meter     |

## Resultat

### 60 meter häck
| Placering | Heat | Bana | Namn             | Nationalitet   | Tid  | Noteringar | Poäng |
| --------- | ---- | ---- | ---------------- | -------------- | ---- | ---------- | ----- |
| 1         | 2    | 7    | Noor Vidts       | Belgien        | 8,21 | 0SB0       | 1 082 |
| 2         | 2    | 6    | Adrianna Sułek   | Polen          | 8,21 | 0PB0       | 1 082 |
| 3         | 2    | 3    | Nafissatou Thiam | Belgien        | 8,23 | 0=PB0      | 1 077 |
| 4         | 2    | 8    | Holly Mills      | Storbritannien | 8,34 | 0SB0       | 1 052 |
| 5         | 2    | 2    | Saga Vanninen    | Finland        | 8,35 |            | 1 050 |
| 6         | 1    | 6    | Sofie Dokter     | Nederländerna  | 8,37 |            | 1 046 |
| 7         | 1    | 5    | Marijke Esselink | Nederländerna  | 8,39 |            | 1 041 |
| 8         | 1    | 4    | Sveva Gerevini   | Italien        | 8,43 |            | 1 032 |
| 9         | 2    | 5    | Xénia Krizsán    | Ungern         | 8,46 |            | 1 026 |
| 10        | 2    | 4    | Léonie Cambours  | Frankrike      | 8,52 |            | 1 013 |
| 11        | 1    | 2    | Yuliya Loban     | Ukraina        | 8,56 |            | 1 004 |
| 12        | 1    | 7    | Kate O'Connor    | Irland         | 8,64 |            | 987   |
| 13        | 1    | 3    | Bianca Salming   | Sverige        | 9,04 |            | 902   |

### Höjdhopp
| Placering | Namn             | Nationalitet   | 1,62 | 1,65 | 1,68 | 1,71 | 1,74 | 1,77 | 1,80 | 1,83 | 1,86 | 1,89 | 1,92 | 1,95 | Resultat | Poäng | Noteringar | Totalt |
| --------- | ---------------- | -------------- | ---- | ---- | ---- | ---- | ---- | ---- | ---- | ---- | ---- | ---- | ---- | ---- | -------- | ----- | ---------- | ------ |
| 1         | Nafissatou Thiam | Belgien        | –    | –    | –    | –    | –    | –    | o    | o    | o    | o    | xxo  | xxx  | 1,92     | 1 132 | 0SB0       | 2 209  |
| 2         | Adrianna Sułek   | Polen          | –    | –    | –    | –    | o    | o    | o    | o    | o    | xo   | xxx  |      | 1,89     | 1 093 | 0=PB0      | 2 175  |
| 3         | Noor Vidts       | Belgien        | –    | –    | o    | o    | o    | o    | o    | xo   | xxx  |      |      |      | 1,83     | 1 016 | 0SB0       | 2 098  |
| 4         | Sofie Dokter     | Nederländerna  | –    | –    | o    | o    | xo   | o    | xo   | xxo  | xxx  |      |      |      | 1,83     | 1 016 |            | 2 062  |
| 5         | Holly Mills      | Storbritannien | –    | –    | o    | xo   | xo   | o    | xxx  |      |      |      |      |      | 1,77     | 941   | 0PB0       | 1 993  |
| 6         | Yuliya Loban     | Ukraina        | o    | o    | o    | xo   | xxo  | xo   | xxx  |      |      |      |      |      | 1,77     | 941   | 0SB0       | 1 945  |
| 7         | Bianca Salming   | Sverige        | –    | xo   | o    | xo   | xo   | xxo  | xxx  |      |      |      |      |      | 1,77     | 941   |            | 1 843  |
| 8         | Sveva Gerevini   | Italien        | o    | o    | xo   | xxo  | xxo  | xxx  |      |      |      |      |      |      | 1,74     | 903   | 0PB0       | 1 935  |
| 8         | Kate O'Connor    | Irland         | –    | xo   | o    | xxo  | xxo  | xxx  |      |      |      |      |      |      | 1,74     | 903   |            | 1 890  |
| 10        | Xénia Krizsán    | Ungern         | o    | xo   | o    | xo   | xxx  |      |      |      |      |      |      |      | 1,71     | 867   |            | 1 893  |
| 12        | Léonie Cambours  | Frankrike      | o    | –    | xxo  | xxo  | xxx  |      |      |      |      |      |      |      | 1,71     | 867   |            | 1 880  |
| 13        | Saga Vanninen    | Finland        | o    | o    | o    | xxx  |      |      |      |      |      |      |      |      | 1,68     | 830   |            | 1 880  |

### Kulstötning
| Placering | Namn             | Nationalitet   | #1    | #2    | #3    | Resultat | Poäng | Noteringar | Totalt |
| --------- | ---------------- | -------------- | ----- | ----- | ----- | -------- | ----- | ---------- | ------ |
| 1         | Nafissatou Thiam | Belgien        | 14,80 | 15,49 | 15,54 | 15,54    | 897   | 0PB0       | 3 106  |
| 2         | Saga Vanninen    | Finland        | 14,97 | 15,20 | X     | 15,20    | 874   |            | 2 754  |
| 3         | Yuliya Loban     | Ukraina        | 14,51 | 13,93 | X     | 14,51    | 828   | 0=SB0      | 2 773  |
| 4         | Kate O'Connor    | Irland         | 14,02 | 14,37 | 14,24 | 14,37    | 819   | 0PB0       | 2 709  |
| 5         | Noor Vidts       | Belgien        | 13,94 | 14,12 | 14,01 | 14,12    | 802   | 0SB0       | 2 900  |
| 6         | Xénia Krizsán    | Ungern         | 13,69 | 14,06 | 13,32 | 14,06    | 798   | 0SB0       | 2 691  |
| 7         | Adrianna Sułek   | Polen          | 13,89 | x     | 13,65 | 13,89    | 787   | 0PB0       | 2 962  |
| 8         | Bianca Salming   | Sverige        | 13,74 | x     | 13,58 | 13,74    | 777   |            | 2 620  |
| 9         | Marijke Esselink | Nederländerna  | 13,38 | 13,65 | x     | 13,65    | 771   | 0PB0       | 2 679  |
| 10        | Sofie Dokter     | Nederländerna  | 12,99 | 13,47 | 13,10 | 13,47    | 759   | 0PB0       | 2 821  |
| 11        | Holly Mills      | Storbritannien | 12,63 | 12,99 | x     | 12,99    | 772   |            | 2 720  |
| 12        | Sveva Gerevini   | Italien        | 11,20 | 11,34 | 12,20 | 12,20    | 674   |            | 2 609  |
| –         | Léonie Cambours  | Frankrike      | 0DNS0 | 0DNS0 | 0DNS0 | 0DNS0    | 0DNS0 | 0DNS0      | 0DNS0  |

### Längdhopp
| Placering | Namn             | Nationalitet   | #1   | #2   | #3   | Resultat | Poäng | Noteringar | Totalt |
| --------- | ---------------- | -------------- | ---- | ---- | ---- | -------- | ----- | ---------- | ------ |
| 1         | Adrianna Sułek   | Polen          | 6,52 | 6,37 | 6,62 | 6,62     | 1 046 | 0PB0       | 4 008  |
| 2         | Nafissatou Thiam | Belgien        | 6,36 | 6,52 | 6,59 | 6,59     | 1 036 | 0SB0       | 4 142  |
| 3         | Noor Vidts       | Belgien        | 6,23 | 6,44 | 6,55 | 6,55     | 1 023 | 0SB0       | 3 923  |
| 4         | Sveva Gerevini   | Italien        | 6,08 | 5,87 | x    | 6,08     | 874   |            | 3 483  |
| 5         | Saga Vanninen    | Finland        | 5,85 | 6,07 | 5,96 | 6,07     | 871   |            | 3 625  |
| 6         | Xénia Krizsán    | Ungern         | 5,85 | 6,05 | 5,98 | 6,05     | 865   |            | 3 556  |
| 7         | Sofie Dokter     | Nederländerna  | x    | 6,04 | 6,00 | 6,04     | 862   |            | 3 683  |
| 8         | Kate O'Connor    | Irland         | 5,78 | 5,91 | 5,58 | 5,91     | 822   |            | 3 531  |
| 9         | Holly Mills      | Storbritannien | 5,65 | 5,71 | 5,85 | 5,85     | 804   |            | 3 524  |
| 10        | Marijke Esselink | Nederländerna  | 5,65 | x    | 5,82 | 5,82     | 795   | 0SB0       | 3 474  |
| 11        | Bianca Salming   | Sverige        | x    | 5,48 | 3,05 | 5,48     | 694   |            | 3 314  |
| 12        | Yuliya Loban     | Ukraina        | 3,98 | 4,71 | 5,38 | 5,38     | 665   |            | 3 438  |

### 800 meter
| Placering | Bana | Namn             | Nationalitet   | Tid     | Noteringar | Poäng | Totalt |
| --------- | ---- | ---------------- | -------------- | ------- | ---------- | ----- | ------ |
| 1         | 2    | Adrianna Sułek   | Polen          | 2.07,17 | MB         | 1 006 | 5 014  |
| 2         | 6    | Xénia Krizsán    | Ungern         | 2.11,87 | 0SB0       | 937   | 4 493  |
| 3         | 8    | Holly Mills      | Storbritannien | 2.12,58 | 0SB0       | 927   | 4 451  |
| 4         | 1    | Nafissatou Thiam | Belgien        | 2.13,60 | 0PB0       | 913   | 5 055  |
| 5         | 3    | Noor Vidts       | Belgien        | 2.14,52 | 0SB0       | 900   | 4 823  |
| 6         | 9    | Sveva Gerevini   | Italien        | 2.15,88 |            | 800   | 4 363  |
| 7         | 12   | Bianca Salming   | Sverige        | 2.16,12 |            | 877   | 4 191  |
| 8         | 10   | Marijke Esselink | Nederländerna  | 2.19,87 | 0PB0       | 825   | 4 299  |
| 9         | 7    | Kate O'Connor    | Irland         | 2.20,08 |            | 822   | 4 353  |
| 10        | 4    | Sofie Dokter     | Nederländerna  | 2.20,53 |            | 816   | 4 499  |
| 11        | 5    | Saga Vanninen    | Finland        | 2.20,64 | 0PB0       | 815   | 4 440  |
| 12        | 11   | Yuliya Loban     | Ukraina        | 2.33,25 |            | 653   | 4 091  |

### Slutställning
| Placering | Namn             | Nationalitet   | 60 meter häck | Höjdhopp   | Kulstötning | Längdhopp  | 800 meter     | Totalt | Noteringar |
| --------- | ---------------- | -------------- | ------------- | ---------- | ----------- | ---------- | ------------- | ------ | ---------- |
| 1         | Nafissatou Thiam | Belgien        | 1 077 8,23    | 1 132 1,92 | 897 15,54   | 1 036 6,59 | 913 2.13,60   | 5 055  | 0VR0       |
| 2         | Adrianna Sułek   | Polen          | 1 082 8,21    | 1 016 1,83 | 787 13,89   | 1 046 6,62 | 1 006 2.07,17 | 5 014  | 0NR0       |
| 3         | Noor Vidts       | Belgien        | 1 082 8,21    | 1 016 1,83 | 802 14,12   | 1 023 6,55 | 900 2.14,52   | 4 823  | 0SB0       |
| 4         | Sofie Dokter     | Nederländerna  | 1 046 8,37    | 1 016 1,83 | 759 13,47   | 862 6,04   | 816 2.20,53   | 4 493  | 0SB0       |
| 5         | Xénia Krizsán    | Ungern         | 1 026 8,46    | 867 1,71   | 798 14,06   | 865 6,05   | 937 2.11,87   | 4 499  |            |
| 6         | Holly Mills      | Storbritannien | 1 052 8,34    | 941 1,77   | 727 12,99   | 804 5,85   | 927 2.12,58   | 4 551  | 0SB0       |
| 7         | Saga Vanninen    | Finland        | 1 050 8,35    | 830 1,68   | 874 15,20   | 871 6,07   | 815 2.20,64   | 4 440  |            |
| 8         | Sveva Gerevini   | Italien        | 1 032 8,43    | 903 1,74   | 674 12,20   | 874 6,08   | 880 2.15,88   | 4 363  |            |
| 9         | Kate O'Connor    | Irland         | 987 8,64      | 903 1,74   | 819 14,37   | 822 5,91   | 822 2.20,08   | 4 353  |            |
| 10        | Marijke Esselink | Nederländerna  | 1 041 8.39    | 867 1.71   | 771 13.65   | 795 5.82   | 825 2:19.87   | 4299   | 0PB0       |
| 11        | Bianca Salming   | Sverige        | 902 9,04      | 941 1,77   | 777 13,74   | 694 5,48   | 877 2.16,12   | 4 191  |            |
| 12        | Yuliya Loban     | Ukraina        | 1 004 8,56    | 941 1,77   | 828 14,51   | 665 5,38   | 653 2.33,25   | 4 091  |            |
| 13        | Léonie Cambours  | Frankrike      | 1 013 8,52    | 867 1,71   | 0DNS0       | 0DNS0      | 0DNS0         | 0DNF0  |            |